# Bély Mihály

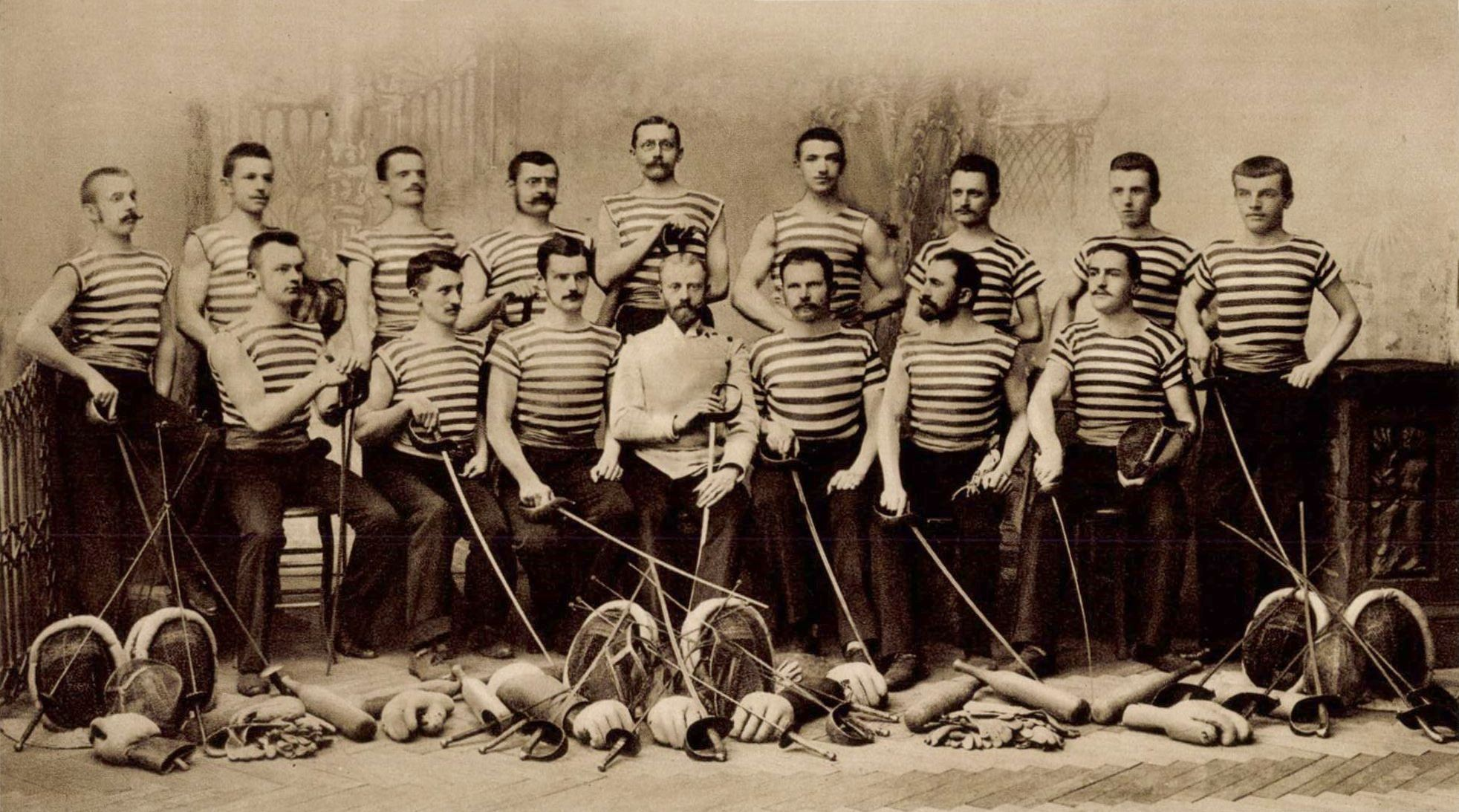
A Budapesti Torna Egylet vívócsapata 1893/94-ben. Középen Bély Mihály edző.

Bély Mihály (Pest, 1863. június 2. – Budapest, 1920. december 25.) polgári iskolai igazgató (testnevelő tanár), testnevelési szakfelügyelő, az Országos Testnevelési Tanács előadó tanácsosa, vívómester.

## Életpályája

### Sportpályafutása
Mint aktív versenyzőként és sportoktatókén rendkívül sokoldalú volt, művelte az atlétikát (magasugrás, rúdugrás), ökölvívást, tornászott, vívott és a labdarúgást is élvezettel játszotta. Vívómesteri oklevelét Keresztessy József állította ki, aki rajta kívül csak Sándor fiának (1843–1897) és Vay Lajosnak (1854-1908) „oklevelére írta alá a nevét, ezért őket lehet Keresztessy-utódoknak elismerni.” Indult 1896-ban a millenniumi mesterversenyeken – kardban és tőrben –, de már az első körben kiesett. Egy korabeli láp így írt az akkori szerepléséről: „Kiváló szabatos vívásával, szép garde-jával kitűnt Bély Mihály, a Keresztessy-féle iskola egyik legjelesebb képviselője.”
1892 októberében Bély egy német ifjúsági folyóirat (Der Gute Kamerad) egy régebbi számában olvasott a síelésről, Demény Károly segítségével 6 pár telemark típusú sítalpat rendeltek Krisztiániából (Norvégia fővárosa, Oslo akkori neve). Bély és Demény 1892. december 4-én a Vérmezőn tartottak egy rövid bemutatót, utána a Kis-Sváb-hegy oldalán síeltek, ezzel kezdődött a síelés története Magyarországon. Síismereteiket egy német ifjúsági folyóiratban megjelent cikkből merítették. A sportos megmozdulás nagy sikert aratott a nézők között, majd egyre több követőjük lett. Follért Károly és dr. Téry Ödön – szintén a Budapesti (Budai) Torna Egylet (BBTE) tornászai – Bélyékkel egy időben kezdték a síelést. Két évvel később megalakították az ország első síegyesületét.

## Sportvezetői pályafutása
Sportvezetőként nagy érdeme van a sísport meghonosításában. Az iskolai testnevelés fellendítése érdekében 1908-ban megszervezte és elindította a fiú- és leányiskolák számára a tornaünnepélyeket. A Bárczy István-féle iskolaépítési programban javaslatára korszerű tornatermek létesültek. 1913-ban elkészítette az első fővárosi helyi testnevelési tanterveket, amely a svéd módszert helyezte előtérbe. A vívás, a tenisz, a torna, a műkorcsolyázás és a labdarúgás versenyszabályainak kidolgozásában tevékenyen vett részt. A vallás- és közoktatásügyi miniszter utasítására tantervi javaslatait a különböző iskolatípusok is magukévá tették (középiskolák 1916-ban, felső kereskedelmi iskolák 1917-ben, polgári iskolák 1917-ben, elemi iskolák 1918-ban).

## Családja
Bély Mihály 1893-ban kötött házasságot Novák Margittal. Négy gyermekük született: Mihály, Margit, Mária, Miklós. Fia, ifj. Béli Mihály (1898–1927) az 1918-as magyar atlétikai bajnokságon magasugrásban, a BBTE színeiben 170 centiméterrel aranyérmes lett. A többi gyermeke is kötődött a sporthoz: Margit és Mária tornatanítók, kiváló síelők voltak, Miklós meg testnevelő tanár lett, több sportszakmai kiadvány szerzője. Mária lánya (1896–1986) – Hirsch Lászlóné – vele egy sírban lett eltemetve.

## Írásai
Az első – nem lektorált - magyar nyelvű labdarúgó szabálykönyv. A történelmi források rögzítették, hogy a játékszabályok angol nyelven érkeztek Magyarországra, a játék szabályait elsőnek 1897-ben magyar nyelven, Bély Mihály a BBTE jeles művezetője és Szaffka Manó  az Angol rugósdi /Futball/ címen írta meg. A szerzők - nem ismerve a játék igazi felépítését - eredeti magyarsággal fordították az angol kifejezéseket. Így a kirúgást elrúgásnak, a labdának leesés nélkül megrúgását lebegőrúgásnak, a gólrúgást berepítésnek, az ollóbafogást közrefogásnak, stb. nevezik. Ez volt az első magyar nyelvű szabálykönyv - mindenki által tanulmányozhatott -, amely helyes irányba indította el a bíráskodást is. Biztosította, hogy a szájhagyomány útján terjedő szabályokat konkrétan megismerhessék az alkalmazók.

### Kiadványai

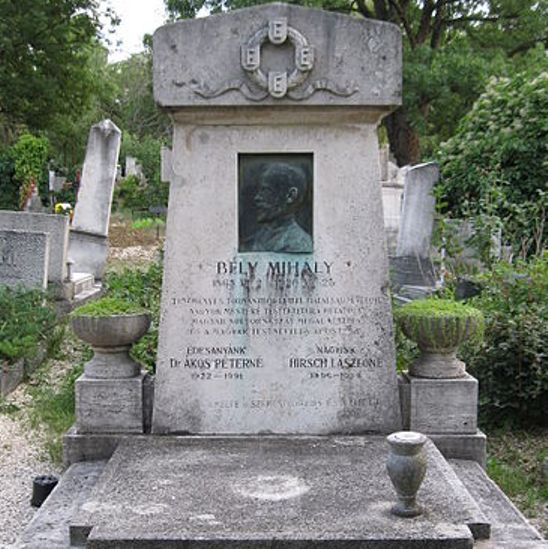
Sírja a Farkasréti temetőben, alkotója Sződy Szilárd (szobrászművész)

- Az angol rugósdi –  Budapest, 1897
- A svéd nevelőtornázás – Budapest. 1909
- A szánkázás budapesti szabályai – Budapest, 1910
- Mozgástan – Budapest, 1913
- A tornaképzés reformja – Budapest, 1913
- A középiskolai testnevelés új tanterve – Budapest, 1915
- A torna elmélete – Budapest, 1916
- Hogyan tanuljunk sízni – Budapest